# Valerio Adami
Valerio Adami (Bologna, 17 marzo 1935) è un pittore italiano.
Partito da una pittura espressionista influenzata dall'opera di Francis Bacon e poi da una pittura astratto - gestuale, si pose successivamente il problema del recupero della figurazione risolta, secondo i moduli della Pop Art americana e in particolare di Roy Lichtenstein, sviluppando una sorta di racconto a fumetti fantastico e ironico dove in interni spersonalizzati si dispongono oggetti banali, assunti come simboli, anche sessuali, della modernità. Lo stile si distingue nell'uso di una materia cromatica in stesure piatte, lisce e continue, dentro le nette recinzioni nere del disegno.

## Biografia
Dal 1954 frequenta l'Accademia di Brera a Milano, sotto la guida di Achille Funi. Nel 1955 compie il primo viaggio a Parigi, dove entra in contatto con i pittori Wifredo Lam e Roberto Sebastian Matta. Nel 1958 partecipa al Premio Marzotto, vincendolo ex aequo, e nel 1959 tiene la sua prima mostra personale alla Galleria del Naviglio di Milano.
Lavora tra Londra e Parigi dal 1961 al 1964, anno in cui è presente con una sala personale a Documenta 3 di Kassel; nel 1967 a New York realizza una serie di tele che esporrà l'anno successivo alla Biennale di Venezia.
Dal 1969 tiene personali allo Studio Marconi di Milano; nel 1985 esegue le otto vetrate per il nuovo Hôtel de Ville di Vitry-sur-Seine e appare una mostra antologica al Centre Pompidou di Parigi; nel 1980 viene selezionato dal Catalogo Nazionale d'Arte Bolaffi (no. 15) assieme a Giulio Paolini, Mimmo Paladino, Lucio Bulgarelli, Sergio Cassano e Gianfranco Goberti; nel 1981 viene incaricato di dipingere il drappellone del Palio di Siena del 16 agosto, vinto dalla Nobile Contrada del Nicchio; nel 1986 partecipa alla XLII Biennale di Venezia e tra quest'ultimo anno e il 1987 realizza i due grandi pannelli per l'atrio della Gare d'Austerlitz a Parigi; successivi sono i cinque pannelli murali per la First National City Bank di Madison e il grande muro di ceramica per la nuova scuola di belle arti a Cergy-Pontoise.
Partecipa ad una serie di retrospettive a Madrid nel 1991, a Siena nel 1994, a Bochum nel 1997 e a Buenos Aires nel 1998.
L'esposizione personale più recente, composta di opere appartenenti alla collezione dello stesso artista, è stata inaugurata alla sua presenza il 12 ottobre 2013 a Ravenna, presso il MAR - Museo d'Arte della città (12 ottobre - 8 dicembre 2013). La sua serigrafia Senza titolo del 1967 è conservata al Museo Cantonale d'arte a Lugano.
Vive sul Lago Maggiore.

## Archivio Valerio Adami
L'Archivio Valerio Adami è un’associazione senza scopo di lucro che nasce nel 2021 con l’obiettivo di conservare, promuovere e valorizzare la produzione artistica di Adami, in Italia e all’estero. L’archivio si impegna nell'aggiornamento e nella cura di una vasta gamma di materiali, sia fisici sia digitali, che raccolgono la storia artistica e personale di Valerio Adami, nonché dell’arte contemporanea legata alla sua vita e al suo lavoro.
L’Archivio si occupa dell’organizzazione e della gestione di attività artistiche e culturali, tra cui attività editoriali connesse alla catalogazione dell’opera artistica e letteraria di Valerio Adami, oltre all’organizzazione di mostre.

## Mostre personali[1][2][3]

### 1959-1970
- 1959, Galleria del Naviglio, Milano, 17-26 ottobre.
- 1960, Galleria Art, Brema.
- 1961, Galleria l'Annunciata, Milano. Galleria l'Attico, Roma, dicembre.
- 1962, Institute of Contemporary Arts, Londra, dicembre.
- 1963, Galleria del Naviglio, Milano, 23 novembre-6 dicembre.
- 1964, Documenta III (con una sala dedicata ad Adami), Kessel, 27 giugno-7 ottobre. Galleria del Cavallino, Venezia, 23 aprile-5 maggio.
- 1965, Galleria l'Attico, Roma, febbraio. Galleria ad Libitum, Anversa, 6 marzo-29 marzo. I massacri privati, Galleria Schwarz, Milano 9 ottobre-3 novembre.
- 1966, Immages avec associations, Galleria Schwarz-Studio Marconi, Milano 6 ottobre-5 novembre. Galerie Aujourd'hui, Palais des Beaux Arts, Bruxelles, 10-22 dicembre.
- 1967 Galleria il Punto, Torino, febbraio. Galleria l'Attico, Roma, maggio.
- 1968, Roma Gallery, Chicago, 31 dicembre-9 marzo. Fondazione Mendoza, Caracas. Privacy, Galerie B. Mommaton, Parigi. Young italians, selezione di A. Salomon (con una sala dedicata ad Adami), Institute of Contemporary Art, Boston, 23 gennaio.23 marzo; The jeweish Museum, New York, 20 maggio-9 settembre. Galleria Alfieri, Venezia 5-20 giugno. "Biennale" (con una sala dedicata ad Adami), Venezia, 22 giugno-20 ottobre. Galerie Withofs, Bruxelles, 12 dicembre-18 gennaio 1969.
- 1969, Museo de Bellas artes, Caracas, gennaio. Galleria Scwarz-Studio Marconi, Milano, 6 novembre-2 dicembre.
- 1970, ARC, Musée d'Art Moderne de la Ville de Paris, 16 gennaio-16 febbraio. Kunstverein Museum, Ulm, 8 marzo-12 aprile. Galerie Maeght, Parigi, novembre. Laboratorio, Studio Marconi, Milano, novembre-dicembre. Hansen Fuller Gallery, San Francisco.

### 1971-1980
- 1971, Museo de Bellas Artes, Caracas, maggio.
- 1972, Galerie Bucholz, Monaco di Baviera, 18 gennaio-28 febbraio. Galerie Maeght, Zurigo, febbraio-marzo. Galerie Schmela, Düsseldorf, 14 aprile-9 maggio. Galerie Lowenadler, Stoccolma, settembre. Studio Marconi, Milano, 18 ottobre-21 novembre. Galerie Wunsche, Bonn, dicembre.
- 1973, Kunstverein Museum, Amburgo, 22 giugno-15 luglio. Galerie Maeght, Parigi, novembre.
- 1974, Madison Art Center, Madison, Wisconsin, 29 aprile-10 giugno.
- 1975, Le voyage du dessin, Galerie maeght, Parigi, giugno. La strategia del disegno, Studio Marconi, Milano, novembre. Centre d'Animation Culturelle, Montbéliard, 13 dicembre-11 gennaio 1986. Wisconsin University, Mason.
- 1976, CAPC - Centre d'Art Plastiques Contemporains, Bordeaux, 17 febbraio-13 marzo. Galerie Maeght, Barcellona, febbraio-aprile. Galerie Maeght, Parigi, ottobre-13 novembre. Design Center, Lugano. Kunstkabinet, Francoforte. Galerie Maeght, Zurigo, 9 dicembre-31 gennaio 1977.
- 1977, Thumbs Gallery, Londra, 5-30 aprile. Musée Cantini, Marsiglia, luglio-settembre. N.C. Galerie, Anversa.
- 1978, Servizi Culturali Olivetti, La Serra, Ivrea, 11 gennaio-1 febbraio. IV festival d'Anjou, Abbazia di Fontevraud, 22 giugno-13 luglio. Palais des Beaux-Arts, Charleroi, 7 ottobre-12 novembre. Transgarden, Hellrup, Danimarca.
- 1979, Walton-Gilbert Galleries, San Francisco, 9 febbraio-17 marzo. Museo de Arte Moderno, Città del Messico, aprile. Galerie Maeght, New York, 21 maggio-8 giugno. Israel Museum, Gerusalemme, agosto.
- 1980, Galerie Maeght, Parigi, maggio. Musée des Beaux-Arts, Caen, 10 maggio-15 giugno. Musée des Beaux-Arts, Grenoble, 2 luglio-6 ottobre. Studio Marconi, Milano, ottobre. Centre Culturel Communal, Bretugny, 6 novembre-13 dicembre. Galerie de l'Ancienne Poste, Calais, 18 dicembre-31 gennaio 1981.

### 1981-1990
- 1981, Galerie Maeght, Zurigo, dicembre-gennaio 1982. Gallery Judith Posner, Milwaukee.
- 1982, Galerie Lens Fine Arts, Anversa, 11 febbraio-27 marzo. Centre d'Animation Culturelle, Mulhouse, 20 febbraio-20 marzo. Galleria Stamparte, Bologna. 20 febbraio-20 marzo.
- 1983, Galleria Giulia, Roma, gennaio-febbraio. Galerie Maeght, Parigi, 26 maggio-13 luglio. Fuji Television Gallery, Tokyo, 30 settembre-22 ottobre. Goldman Kraft Gallery, Chicago.
- 1984, Galleria Marisa Del Re, New York, 14 febbraio-17 marzo. Présence contemporaine, Cloitre Saint-Louis, Aix-en-Provence, 10 luglio-28 agosto. Galeria Alençon, Madrid, 20 settembre-ottobre. Museo de Bellas Artes de Asturias, Oviedo, 27 dicembre-20 gennaio 1985.
- 1985, Musée de la Ville de Vitry, maggio. Galerie il Punto, Montecarlo, giugno. Musée National d'Art Moderne, Centre Pompidou, Parigi, 4 dicembre-3 febbraio, 1986.
- 1986, Palazzo Reale, Milano, 14 marzo-20 aprile.
- 1987, Galerie Kunst Invest, Oslo. Galerie Asbaek, Copenaghen. Galleri GKM, Malmo.
- 1988, Paysage heroique, Galerie Lelong, Parigi. Mnemosyne, Galleria d'Arte Moderna, Bologna. Spazio Castelli, Bologna.
- 1989, Galerie d'Art Lavalin, Montréal. 89, Galerie Lelong, Parigi.
- 1990, Edward Totah Gallery, Londra, 14 marzo-7 aprile. Galeria Der Bruke, Buenos Aires, 10 aprile-19 maggio. Marisa Del Re Gallery, New York, 3 maggio-2 giugno. Adami dans les collections européennes, Espace Medicis, Bruxelles, 8 novembre-5 gennaio 1991. Galleria 2 RC - Edizioni d'Arte, Roma, novembre. IVAM Centre Julio Gonzalez, Valencia, 13 dicembre-3 febbraio 1991. Thomas Monaham Gallery, Chicago.

### 1991-2022
- 1991, Taller de Arte, Valencia, 5 febbraio - 2 marzo. Galeria Fandos, Valencia, febbraio - marzo. Sala d'Art Era Baurò, Andorra la Vella, dal 16 aprile. Galerie Lelong, Parigi, 20 giugno - 25 luglio. Galerie Le Point, Montecarlo, 8 agosto - 25 ottobre. Palacio de Velzquez, Museo Nacional Centro de Arte Reina Sofia, Madrid, 16 settembre - 30 ottobre. Rue Guénégaud rend hommage à Adami, Galerie Mann/Galerie K/Galerie Prazan-Fitoussi, Parigi, 26 settembre - 9 novembre. Galerie K/René Shand Modern Art, Amsterdam, 22 novembre - 4 gennaio 1992.
- 1992, Die Galerie, Offenbach am Main, aprile. Marisa Del Re Gallery, New York, 7 maggio - 6 giugno. Galeria Barcelona, Barcellona, 29 ottobre - 31 dicembre. Exposicion universal Sevilla '92, sezione francese, Siviglia. Galeria Tolmo, Toledo. Galeria Fandos, Valencia.
- 1993, Poleschi Arte, Lucca, dall'8 maggio. Die Galerie, Offenbach am Main, maggio-giugno. Edward Totah Gallery, Londra. Thomas Monaham Gallery, Chicago.
- 1994, Artcurial - Centre d'Art Plastique Contemporain, 8 febbraio - 8 marzo. Centro de Arte Palacio Almudì, Sala de Columnas, Murcia, 25 marzo - 8 maggio. Galerie Kaj Frosblom, Zurigo, 9 giugno - 16 luglio. Palazzo Pubblico, Magazzini del Sale, Siena, 6 agosto - 25 settembre. Tableaux d'un voyageur, Galerie Lelong, Parigi, 27 ottobre - 24 novembre. Galerie Raymond Banas/Maison de la Culture de Metz, Metz, 19 novembre - 18 dicembre. Galeria Der Bruke, Buenos Aires.
- 1995, Espace Culturel Buzanval, Beauvais, 7 aprile - 6 maggio. Guy Pieters Gallery, Knokke-Zoute, 4 agosto-4 settembre. Valerio Adami - Opere dalle collezioni italiane 1965-1985, Fondazione Franciacorta per L'arte Contemporanea, Abbazia Olivetana, Rodengo Saiano, 24 settembre-30 ottobre. Quadri di un sognatore, Galleria Giò Marconi, Milano, 10 ottobre - 15 novembre. Art Management Rolf Kallenbach, Monaco di Baviera, 10 novembre - 5 aprile 1996.
- 1996, Gli Adami di Adami, Palazzo Medici Riccardi, Firenze, 30 marzo - 12 maggio. Galleria Estense, Ferrara, 30 marzo - 19 maggio. Museum Bochum, Bochum, 12 ottobre - 24 novembre. Allegoria per un movimento politico e altri fogli, Stamparte Libreria & Stamperia, Bologna, dicembre - gennaio 1997.
- 1997, Galleria Aminta, Siena, 16 maggio-30 giugno. Gli Adami di Adami - Opere dal Fondo Adami per l'Institut du Dessin, Galleria del Gruppo Credito Valtellinese, Refettorio delle Stelline, Milano, 20 giugno - 9 agosto. Adami - Acquarelli, Galleria Giò Marconi, Milano, 18 giugno - 31 luglio. Adami - Itinerari dello sguardo, Palazzo Racani Arroni, Spoleto, 25 giugno - 13 luglio. Tel Aviv Museum of Art - Sam and Ayala Zacks Pavillon, 18 settembre - 13 dicembre.
- 1998, Museo Nacional de Bellas Artes, Buenos Aires, dal 6 aprile. College Ponsard, Vienne, 19 giugno - 20 luglio. L'officina di Adami, Palazzo Magnani, Reggio Emilia, 19 dicembre - 14 febbraio 1999.
- 1999, Galleria Nova, Ascona, 15 agosto - 17 ottobre. Valerio Adami - Zeichnungen, Galerie Aras, Ravensburg, 29 ottobre - 28 febbraio 2000. Saletta Galaverni, Reggio Emilia, 20 novembre - 8 gennaio 2000.
- 2000, Valerio Adami - Ritratti e volti letterari, Palazzo Bagatti Valsecchi, Milano, 27 aprile - 21 maggio. Chapelle des Ursulines, Quimperlé, 23 giugno-17 settembre. Rossini Opera Festival/Galleria Franca Mancini, Pesaro, 5 agosto - 15 settembre. Pour Antonio Tabucchi, Musée des Tapisseries, Aix-en-Provence, 13 ottobre - 10 novembre.
- 2004, Valerio Adami – Rétrospective, Frissiras Museum, Athens, 15 gennaio – 14 marzo.
- 2004, Préludes et après – ludes, Galerie Daniel Templon, Paris, 28 ottobre – 3 dicembre.
- 2004, Valerio Adami “Stanze”, Museo civico Villa dei Cedri, Bellinzona, 30 aprile – 15 agosto.
- 2005, Valerio Adami, Galerìa Malborough, Madrid, 17 marzo – 16 aprile.
- 2006, Adami d’après Adami, MAC – Museo d’Arte Contemporanea, Lissone, 12 marzo – 4 giugno.
- 2007, Jusqu’ici, Galerie Daniel Templon, Paris, 27 ottobre – 29 dicembre.
- 2008, Dal progetto all'opera, Galleria André, Roma, 18 marzo - 19 aprile
- 2009, Valerio Adami: Postlude, The Mayor Gallery, London, 13 ottobre – 27 novembre.
- 2010, Dessins, Galerie Daniel Templon, Impasse Beaubourg, Paris, 9 gennaio – 6 marzo.
- 2010, Valerio Adami, Boca Raton Museum of Art, Boca Raton, Miami, 24 novembre – 9 gennaio 2011.
- 2010, Valerio Adami, Pinacoteca Comunale Casa Rusca, Locarno, 2 ottobre – 16 gennaio 2011.
- 2011, Watercolours, Lu.C.C.A. – Lucca Center of Contemporary Art, Palazzo Boccella, Lucca, 25 settembre – 23 ottobre.
- 2011, Tableaux de Lecture. Quadri di lettura, Institut Culturel Italien, Paris, 8 giugno – 27 luglio.
- 2012, Valerio Adami, les années 1960, Galerie Laurent Strouk, Paris, 3 maggio – 1 giugno.
- 2012, Figure nel tempo, Galleria Tega, Milano, 28 febbraio – 21 aprile.
- 2012, New Painting – Photographic Work from the Sixties, Galerie Daniel Templon, Paris, 14 aprile – 2 giugno.
- 2013, Valerio Adami “Allegorie”, MAR Museo d’arte della città di Ravenna, Ravenna, 13 ottobre – 8 dicembre.
- 2014, Disegnare, Dipingere, Galleria André, Roma, 10 ottobre – 15 novembre.
- 2016, Valerio Adami, Fondazione Marconi, Milano, 22 settembre – 12 novembre.
- 2016, Valerio Adami, Galerie Daniel Templon, Brussels, 3 novembre – 23 dicembre.
- 2016, De la ligne à la couleur, Le musée de l’Hospice Saint-Roch, Issoudun, 18 giugno – 11 settembre.
- 2017, Valerio Adami. The narrative line, The Mayor Gallery, London, 11 gennaio – 10 febbraio.
- 2017, Valerio Adami. Metafisica e Metamorfosi, Accademia d’Ungheria - Galleria André, Roma, 20 gennaio – 26 febbraio.
- 2018, Adami: lignes de vie, Musée Jean Cocteau collection Séverin Wunderman, Menton, 2 giugno – 5 novembre.
- 2019, Les Années ’80, Galerie Daniel Templon, Paris, 7 settembre – 19 ottobre.
- 2020, Valerio Adami, Galerie Michael Haas, Berlin, 21 febbraio – 4 aprile.
- 2022, Valerio Adami. Immagine e pensiero, Dep Art Gallery, Milano, 1º febbraio – 14 aprile.
- 2022, Nessun giorno senza linea, Ambrosiana Art Gallery, Milano, 7 giugno – 22 luglio.

### 2023-2025
- 2024, Valerio Adami. Pittore d’idee, Palazzo Reale, Milano, 17 luglio – 22 settembre
- 2024, Valerio Adami, Galleri GKM, Stockholm, 14 novembre – 15 dicembre
- 2024-2025, Narrations 2020-2024, Galerie Templon, Brussels, 7 novembre – 11 gennaio
- 2025, Valerio Adami, Tornabuoni Art, Paris, 23 gennaio – 22 marzo
- 2025, Valerio Adami. Ripensando la realtà, Dep Art Gallery, Milano, 7 marzo – 17 maggio 2025